# Ghost Town (альбом Poco)
Ghost Town (рус. город-призрак) — семнадцатый студийный альбом американской кантри-рок-группы Poco, выпущенный 20 сентября 1982 года. Это первый альбом группы, выпущенный на лейбле Atlantic Records.
С этим альбомом группа ещё больше отдалилась от кантри-рока в более коммерческую сторону и перешла на территорию AOR. В написании заглавной песни принял участие английский фолк-певец Кэт Стивенс, а в написании «Special Care» бывший участник Buffalo Springfield и участник Crosby, Stills & Nash Стивен Стиллз. Несмотря на это, альбом смог добраться лишь до 195 позиции в чарте Billboard 200.
Песня «Shoot for the Moon», написанная Расти Янгом, оказалась более успешна и заняла 50 место в чарте Billboard Hot 100 и попала в топ-10 чарта Adult Contemporary.

## Список композиций
1. «Ghost Town» (Кэт Стивенс, Расти Янг) — 5:42
2. «How Will You Feel Tonight» (Пол Коттон) — 3:38
3. «Shoot for the Moon» (Янг) — 2:48
4. «The Midnight Rodeo (In the Lead Tonight)» (Коттон) — 2:39
5. «Cry No More» (Янг) — 3:33
6. «Break of Hearts» (Коттон) — 4:28
7. «Love’s So Cruel» (Янг) — 3:02
8. «Special Care» (Коттон, Стивен Стиллз) — 2:42
9. «When Hearts Collide» (Янг) — 3:33
10. «High Sierra» (Харли Аллин, Коттон) — 3:40

## Участники записи
- Пол Коттон — гитара, вокал
- Расти Янг — стил-гитара, гитара, вокал
- Чарли Харрисон — бас-гитара, вокал
- Стив Чапман — ударные
- Ким Баллард — клавишные, вокал
- Стив Форман — перкуссия
- Арманд Карпофф — виолончель
- Фил Кензи — саксофон
- Бьюэлл Нейдлингер — бас-гитара
- Дениз Саботнайл — гитара, альт, вокал
- Джон Миллс — продюсер, инженер
- Дэйв Маркетт — инженер